# Una storia
Una storia è un singolo discografico del gruppo italiano Baustelle, secondo estratto dall'album El Galactico, pubblicato il 27 febbraio 2025.

## Descrizione
Il brano viene pubblicato circa un mese e mezzo dopo il precedente singolo, Spogliami, e racconta (dal punto di vista della protagonista degli eventi) di una possibile storia legata ad un fatto di revenge porn, divenendo uno dei singoli della band con maggiore attinenza a fatti odierni. Sui proprio canali social, il gruppo ha così descritto la canzone:
(Baustelle)

## Tracce
1. Una storia – 3:27 (testo: Francesco Bianconi – musica: Francesco Bianconi, Rachele Bastreghi)